# Dasypoda pyriformis
Dasypoda pyriformis là một loài ong trong họ Melittidae. Loài này được Radoszkowski miêu tả khoa học đầu tiên năm 1887.